# Bầu cử tổng thống Hoa Kỳ 1840
Cuộc bầu cử tổng thống Hoa Kỳ năm 1840 là cuộc bầu cử tổng thống bốn năm một lần thứ 14, được tổ chức từ thứ sáu, ngày 30 tháng 10 đến thứ tư 2 Tháng 12 năm 1840. Sự phục hồi kinh tế từ Cuộc khủng hoảng năm 1837 chưa hoàn thành, và ứng cử viên William Henry Harrison của Đảng Whig đã đánh bại Tổng thống đương nhiệm Martin Van Buren của Đảng Dân chủ. Cuộc bầu cử đánh dấu chiến thắng đầu tiên trong hai chiến thắng của Whig trong các cuộc bầu cử tổng thống.
Năm 1839, Đảng Whigs tổ chức đại hội toàn quốc lần đầu tiên. Đại hội toàn quốc đảng Whig năm 1839 chứng kiến người được đề cử năm 1836 là William Henry Harrison đánh bại cựu Ngoại trưởng Henry Clay và Tướng Winfield Scott. Van Buren ít gặp phải sự phản đối tại Đại hội toàn quốc Đảng Dân chủ năm 1840, nhưng Phó Tổng thống gây tranh cãi Richard Mentor Johnson đã không được tái đề cử. Do đó, đảng Dân chủ trở thành đảng lớn duy nhất kể từ khi Tu chính án thứ 12 được thông qua không chọn ứng cử viên phó tổng thống.
Tham khảo ứng cử viên phó tổng thống John Tyler và sự tham gia của Harrison trong Trận Tippecanoe, đảng Whig đã vận động theo khẩu hiệu " Cả Tippecanoe và Tyler". Với việc Van Buren bị suy yếu bởi những khủng hoảng kinh tế, Harrison đã giành được đa số phổ thông và 234 trong tổng số 294 phiếu đại cử tri. Sự tham gia của cử tri đã tăng lên khi quyền bầu cử của nam giới da trắng trở nên gần như phổ biến,  và kỷ lục đương thời là 42,4% dân số trong độ tuổi đi bầu đã bỏ phiếu cho Harrison.  Sự mất mát của Van Buren khiến ông trở thành tổng thống thứ ba, và là tổng thống đầu tiên bên ngoài gia đình Adams, thất cử trong cuộc đua tái tranh cử.
Đảng Whig không được hưởng lợi từ chiến thắng. Harrison, 67 tuổi, tổng thống Mỹ cao tuổi nhất được bầu cho đến khi Ronald Reagan thắng trong cuộc bầu cử tổng thống năm 1980, đã qua đời chỉ hơn một tháng sau khi nhậm chức. Harrison được kế nhiệm bởi John Tyler, người bất ngờ chứng tỏ không phải là một người ủng hộ các tư tưởng của đảng Whig. Trong khi Tyler là người ủng hộ nhiệt thành cho Clay tại đại hội, thì ông là một cựu đảng viên Đảng Dân chủ, một người ủng hộ nhiệt thành cho quyền của các bang, và thực sự là một người độc lập. Với tư cách là Tổng thống, Tyler đã ngăn chặn chương trình nghị sự lập pháp của Đảng Whig và bị khai trừ khỏi Đảng Whig, sau đó là trở thành tổng thống độc lập thứ hai (sau Washington) giữ chức tổng thống.

## Đề cử

### Đề cử Đảng Whig
| Đề cử của Đảng Whig năm 1840                  |                                                   |
| William Henry Harrison                        | John Tyler                                        |
| cho Tổng thống                                | cho Phó Tổng thống                                |
|                                               |                                                   |
| Cựu Thượng nghị sĩ Hoa Kỳ từ Ohio (1825–1828) | Cựu Thượng nghị sĩ Hoa Kỳ từ Virginia (1827–1836) |
| Chiến dịch                                    |                                                   |

Ba năm sau khi đảng viên Đảng Dân chủ Martin Van Buren được bầu làm Tổng thống trong cuộc bầu cử năm 1836 trước ba ứng cử viên của đảng Whig, đảng Whig đã triệu tập đại hội quốc gia quyết tâm đoàn kết lại để đề cử một ứng cử viên duy nhất. Đại hội do Isaac C. Bates của Massachusetts làm chủ tịch và James Barbour của Virginia chủ trì đại hội. Đảng đã đề cử vị tướng nghỉ hưu nổi tiếng William Henry Harrison của Ohio làm tổng thống, người thành công nhất trong số ba ứng cử viên tổng thống của đảng Whig từ cuộc bầu cử trước. Harrison đã giành chiến thắng sát nút trong lần bỏ phiếu thứ năm của đại hội trước người sáng lập đảng Henry Clay và Tướng Winfield Scott. Harrison, mặc dù là một chủ nô lệ và một quý tộc, được coi là người giản dị và là một thường dân.  Đại hội đã đề cử cựu Thượng nghị sĩ John Tyler từ Virginia làm phó tổng thống. Cả hai sẽ giành chiến thắng trong cuộc bầu cử tổng thống năm 1840 bằng cách đánh bại Van Buren.
Bởi vì Harrison (sinh ra ở Virginia) được coi là một người miền Bắc (là cư dân của Ohio), Đảng Whig cần phải cân bằng đề cử với một người miền Nam. Họ cũng tìm kiếm một người ủng hộ Clay để giúp đoàn kết cả nhóm sau khi Clay bị thua trong cuộc bầu cử. Tyler cuối cùng đã được đại hội chọn sau khi một số người ủng hộ Clay miền Nam đã được tiếp cận nhưng bị từ chối. Tyler trước đây đã từng là đồng sự tranh cử của Hugh Lawson White và Willie Person Mangum trong chiến dịch tranh cử của Đảng Whig tại cuộc bầu cử trước đó.

### Đề cử của Đảng Dân chủ
| Đề cử của Đảng Dân chủ năm 1840     |                    |
| Martin Van Buren                    | N/A                |
| cho Tổng thống                      | cho Phó Tổng thống |
|                                     | N/A                |
| Tổng thống Hoa Kỳ thứ 8 (1837–1841) |                    |

Van Buren, tổng thống đương nhiệm, được tái đề cử ở Baltimore vào tháng 5 năm 1840.
Trong khi Đảng Dân chủ từ chối đề cử lại phó tổng thống đương nhiệm, Richard M. Johnson, họ đã không thể thống nhất về một người đồng tranh cử thay thế tại đại hội và đã hoãn lại mà không có đề cử nào. Tính đến năm 2021, đây là lần duy nhất kể từ khi Tu chính án thứ 12 được thông qua vào năm 1804 mà một đảng lớn không thực hiện được.
Đây cũng là một trong hai cuộc bầu cử duy nhất (tính đến năm 2021) mà một đảng lớn không có ứng cử viên phó tổng thống trong Ngày bầu cử; lần còn lại là vào năm 1912, khi phó tổng thống đương nhiệm, James S. Sherman (thuộc Đảng Cộng hòa), qua đời sáu ngày trước cuộc bầu cử.
Trong Đại cử tri đoàn, các phiếu bầu của phó tổng thống đảng Dân chủ được chia cho Johnson, Littleton W. Tazewell và James K. Polk.

### Đề cử của Đảng chống Masonic
Sau khi quan điểm tiêu cực về Hội Tam điểm trong một bộ phận lớn công chúng bắt đầu suy yếu vào giữa những năm 1830, Đảng Chống Masonic bắt đầu tan rã. Các nhà lãnh đạo của nó bắt đầu chuyển từng người một sang đảng Whig. Các nhà lãnh đạo của Đảng đã gặp nhau vào tháng 9 năm 1837 tại Washington, DC, và đồng ý duy trì đảng. Đại hội toàn quốc của Đảng Chống Masonic lần thứ ba được tổ chức tại Philadelphia vào ngày 13 - 14 tháng 11 năm 1838. Vào thời điểm này, đảng gần như đã bị thay thế hoàn toàn bởi Đảng Whig. Các đại biểu nhất trí bỏ phiếu đề cử William Henry Harrison cho chức vụ tổng thống (người mà đảng đã ủng hộ tổng thống trong cuộc bầu cử trước đó cùng với Francis Granger cho vị trí phó tổng thống) và Daniel Webster cho vị trí phó tổng thống. Tuy nhiên, khi Đại hội toàn quốc đảng Whig đề cử Harrison cùng với John Tyler làm người bạn điều hành của ông, Đảng Chống Masonic đã không đưa ra đề cử thay thế, ngừng hoạt động và được sát nhập hoàn toàn với đảng Whig vào năm 1840.
| Ứng viên tổng thống    |     | Ứng viên phó tổng thống |     |
| ---------------------- | --- | ----------------------- | --- |
| William Henry Harrison | 119 | Daniel Webster          | 119 |

### Đề cử của Đảng Tự do
Đảng Tự do được công bố vào tháng 11 năm 1839, và tập hợp lần đầu tiên tại Warsaw, New York. Hội nghị quốc gia đầu tiên của nó diễn ra tại Arcade vào ngày 1 tháng 4 năm 1840.
Đảng Tự do đã đề cử James G. Birney, một người Kentucky, cựu chủ nô và là người theo chủ nghĩa bãi nô nổi tiếng, làm tổng thống trong khi Thomas Earle ở Pennsylvania được chọn làm người đồng tranh cử của ông.

## Tổng tuyển cử

### Chiến dịch

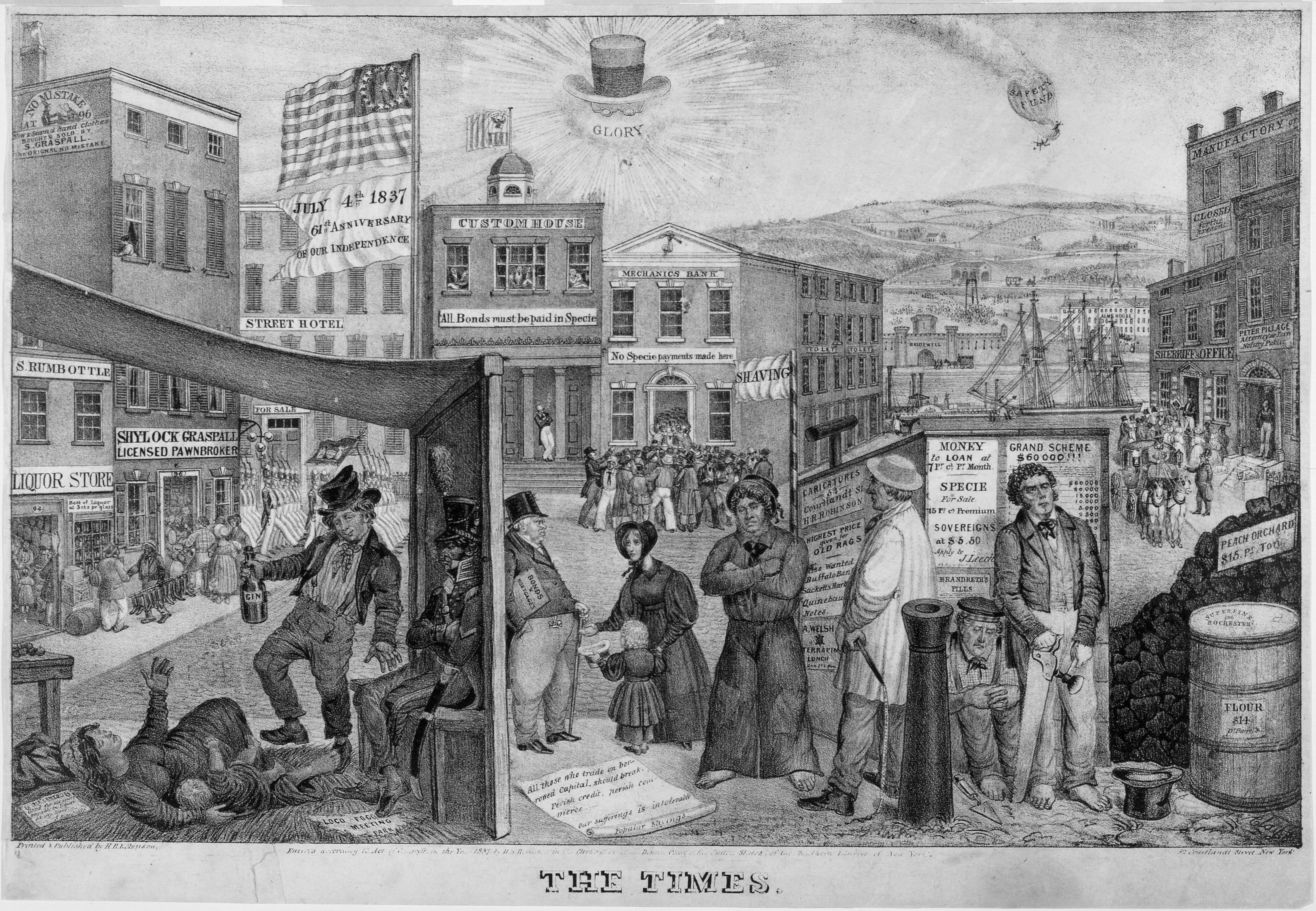
Biếm họa về hậu quả của cuộc khủng hoảng năm 1837

Sau khi xảy ra cuộc khủng hoảng năm 1837, Van Buren không được nhiều người biết đến, và Harrison, sử dụng chiến lược của Andrew Jackson, đã trở thành một anh hùng chiến tranh và người đàn ông của nhân dân trong khi giới thiệu Van Buren là một kẻ hợm hĩnh giàu có sống xa hoa với chi phí công cộng. Mặc dù Harrison giàu có và được giáo dục tốt, nhưng hình ảnh "căn nhà gỗ " của ông đã bốc cháy, càn quét khắp mọi miền đất nước.
Harrison tránh vận động cho các vấn đề này, với Đảng Whig của ông thu hút một liên minh rộng rãi với ít lý tưởng chung. Về tổng thể, chiến lược của Whig là giành chiến thắng trong cuộc bầu cử bằng cách tránh thảo luận về các vấn đề khó khăn của quốc gia như chế độ nô lệ hay ngân hàng quốc gia và thay vào đó tập trung khai thác sự bất mãn về các chính sách thất bại của chính quyền Van Buren bằng các kỹ thuật vận động đầy màu sắc.

### Chiến dịch "căn nhà bằng gỗ" của William Henry Harrison
Harrison là tổng thống đầu tiên tích cực vận động tranh cử. Ông đã làm như vậy với khẩu hiệu " Cả Tippecanoe và Tyler ". Tippecanoe đề cập đến chiến thắng quân sự của Harrison trước một nhóm người Mỹ bản địa Shawnee tại một con sông có tên là Tippecanoe ở Indiana vào năm 1811. Về phần mình, các đảng viên Đảng Dân chủ cười nhạo Harrison vì quá già để làm tổng thống, và gọi ông là "Granny", ám chỉ rằng ông đã già. Một tờ báo của đảng Dân chủ cho biết: "Hãy đưa cho ông ta một thùng rượu táo, và... tiền trợ cấp hai nghìn [đô la] một năm... và... ông ta sẽ ngồi trong những ngày còn lại trong căn nhà gỗ của mình."

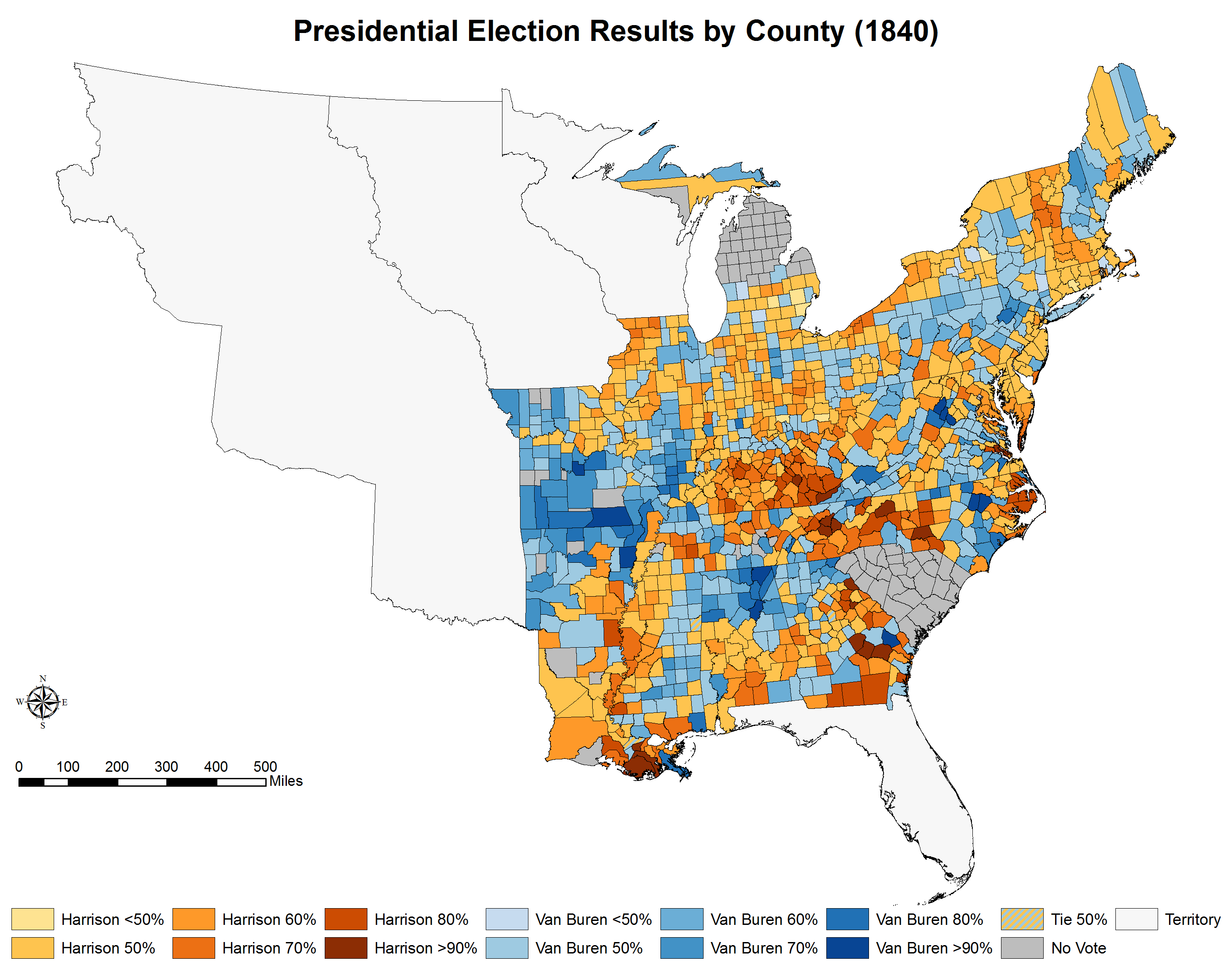
Kết quả theo quận cho biết rõ ràng tỷ lệ ứng cử viên chiến thắng ở mỗi quận. Màu vàng dành cho Harrison (Whig) và màu xanh lam dành cho Van Buren (Dân chủ).

Đảng Whig đã tận dụng lời trích dẫn này và tuyên bố rằng Harrison là "ứng cử viên nhà gỗ và rượu táo cứng", một người đàn ông của những người bình thường đến từ miền Tây khó khăn và lộn xộn. Họ miêu tả đối thủ của Harrison, Tổng thống Martin Van Buren, là một kẻ hợm hĩnh giàu có và không liên hệ với người dân. Trên thực tế, Harrison xuất thân từ một gia đình chủ đồn điền giàu có, trong khi cha của Van Buren là một chủ quán rượu. Tuy nhiên, Harrison đã chuyển đến biên giới và trong nhiều năm sống trong một căn nhà gỗ, trong khi Van Buren là một quan chức chính phủ được trả lương cao.
Tuy nhiên, cuộc bầu cử được tổ chức trong thời kỳ suy thoái kinh tế tồi tệ nhất trong lịch sử quốc gia, và các cử tri đã đổ lỗi cho Van Buren, coi ông là người không thông cảm với những công dân đang gặp khó khăn. Harrison đã vận động mạnh mẽ và giành chiến thắng.

### Kết quả
Harrison đã giành được sự ủng hộ của những người định cư phía Tây và các chủ ngân hàng phía Đông. Mức độ không được yêu thích của Van Buren thể hiện rõ ràng trong những chiến thắng của Harrison ở New York, quê hương của tổng thống, và ở Tennessee, nơi mà chính Andrew Jackson đã nghỉ hưu để phó tổng thống cũ của mình, Van Buren, đắc cử tổng thống.
Rất ít người Mỹ ngạc nhiên khi Van Buren thua trong cuộc bầu cử đại cử tri với tỷ số 234 so với 60, nhưng nhiều người đã ngạc nhiên bởi sự gần gũi của số phiếu phổ thông: 2,41 triệu phiếu đã được kiểm, Van Buren chỉ mất 146.500 phiếu, và sự chuyển đổi 20.000 phiếu sang Van Buren ở Michigan, Mississippi, New Jersey, New York và Pennsylvania sẽ khiến số phiếu đại cử tri hoà với tỷ số 147–147, buộc một cuộc bầu cử phụ ở Hạ viện.
Trong tất cả các tình huống, thật đáng ngạc nhiên là Đảng Dân chủ đã hoạt động tốt như họ đã làm. Trong số 1.179 quận / thành phố độc lập thu về lợi nhuận, Harrison giành được 699 (59,29%) trong khi Van Buren mang về 477 (40,46%). Ba quận (0,25%) ở miền Nam chia đều giữa Harrison và Van Buren.
Chiến thắng của Harrison đã giúp ông có được ít thời gian quý báu trên cương vị Tổng thống Hoa Kỳ. Sau khi có bài phát biểu nhậm chức dài nhất trong lịch sử Hoa Kỳ (kéo dài khoảng 1 giờ 45 phút, trong thời tiết lạnh giá và mưa), Harrison chỉ phục vụ tổng thống một tháng trước khi qua đời vì bệnh viêm phổi vào ngày 4 tháng 4 năm 1841. Đây cũng là cuộc bầu cử đầu tiên trong lịch sử Hoa Kỳ mà một ứng cử viên giành được hơn một triệu phiếu phổ thông.
Đây là cuộc bầu cử cuối cùng mà Indiana bỏ phiếu cho đảng Whig. Đây cũng là cuộc bầu cử duy nhất mà đảng Whig thắng ở Maine, Michigan và Mississippi. Cuộc bầu cử cũng là lần cuối cùng Mississippi bỏ phiếu chống lại đảng Dân chủ cho đến năm 1872, lần cuối cùng Indiana làm như vậy cho đến năm 1860 và lần cuối cùng mà Maine và Michigan đã làm như vậy cho đến năm 1856.
Cuộc bầu cử tổng thống năm 1840 là cuộc bầu cử tổng thống duy nhất của Hoa Kỳ trong đó bốn người đã hoặc sẽ trở thành Tổng thống Hoa Kỳ (Van Buren, Harrison, Tyler và Polk) nhận được ít nhất một phiếu bầu trong Cử tri đoàn. 
| Ứng cử viên tổng thống         | Đảng                           | Bang nhà                       | Phiếu phổ thông(a)             | Phiếu phổ thông(a)             | Phiếu đại cử tri | Đồng tranh cử              | Đồng tranh cử | Đồng tranh cử    |
| Ứng cử viên tổng thống         | Đảng                           | Bang nhà                       | Số phiếu                       | %                              | Phiếu đại cử tri | Ứng cử viên phó tổng thống | Bang nhà      | Phiếu đại cử tri |
| ------------------------------ | ------------------------------ | ------------------------------ | ------------------------------ | ------------------------------ | ---------------- | -------------------------- | ------------- | ---------------- |
| William Henry Harrison         | Whig                           | Ohio                           | 1.275.390                      | 52,88%                         | 234              | John Tyler                 | Virginia      | 234              |
| Martin Van Buren               | Dân chủ                        | New York                       | 1.128.854                      | 46,81%                         | 60               | Richard Mentor Johnson     | Kentucky      | 48               |
| Martin Van Buren               | Dân chủ                        | New York                       | 1.128.854                      | 46,81%                         | 60               | Littleton Waller Tazewell  | Virginia      | 11               |
| Martin Van Buren               | Dân chủ                        | New York                       | 1.128.854                      | 46,81%                         | 60               | James Knox Polk            | Tennessee     | 1                |
| James Gillespie Birney         | Tự do                          | New York                       | 6,797                          | 0,31%                          | 0                | Thomas Earle               | Pennsylvania  | 0                |
| Khác                           | Khác                           | Khác                           | 767                            | 0,00%                          | -                | Khác                       | Khác          | -                |
| Tổng cộng                      | Tổng cộng                      | Tổng cộng                      | 2.411.808                      | 100%                           | 294              |                            |               | 294              |
| Cần thiết để giành chiến thắng | Cần thiết để giành chiến thắng | Cần thiết để giành chiến thắng | Cần thiết để giành chiến thắng | Cần thiết để giành chiến thắng | 148              |                            |               | 148              |

(a) Các số liệu phổ thông đầu phiếu loại trừ Nam Carolina, nơi các Đại cử tri được cơ quan lập pháp tiểu bang chọn thay vì phổ thông đầu phiếu.
| \| Phiếu phổ thông \| Phiếu phổ thông \| Phiếu phổ thông \| Phiếu phổ thông \| Phiếu phổ thông \| \| --------------- \| --------------- \| --------------- \| --------------- \| --------------- \| \| \| \| \| \| \| \| Harrison \| Harrison \| \| 52.88% \| 52.88% \| \| Van Buren \| Van Buren \| \| 46.81% \| 46.81% \| \| Khác \| Khác \| \| 0.31% \| 0.31% \| |           |  |        |        |
| Phiếu phổ thông |           |  |        |        |
| |           |  |        |        |
| Harrison | Harrison  |  | 52.88% | 52.88% |
| Van Buren | Van Buren |  | 46.81% | 46.81% |
| Khác | Khác      |  | 0.31%  | 0.31%  |

| \| Phiếu Đại cử tri \| Phiếu Đại cử tri \| Phiếu Đại cử tri \| Phiếu Đại cử tri \| Phiếu Đại cử tri \| \| ---------------- \| ---------------- \| ---------------- \| ---------------- \| ---------------- \| \| \| \| \| \| \| \| Harrison \| Harrison \| \| 79.59% \| 79.59% \| \| Van Buren \| Van Buren \| \| 20.41% \| 20.41% \| |           |  |        |        |
| Phiếu Đại cử tri |           |  |        |        |
| |           |  |        |        |
| Harrison | Harrison  |  | 79.59% | 79.59% |
| Van Buren | Van Buren |  | 20.41% | 20.41% |

## Thư viện bản đồ

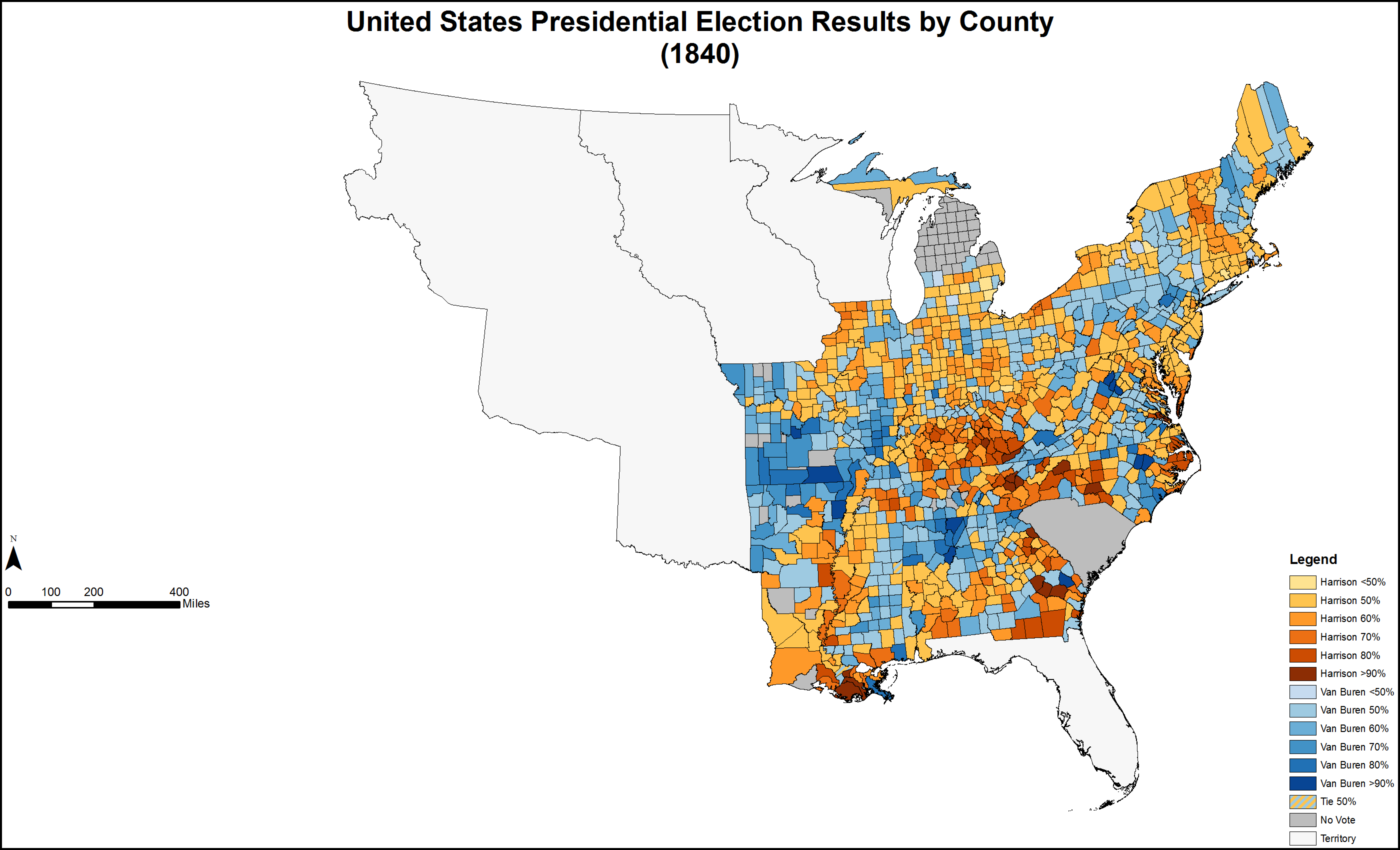
Bản đồ kết quả cuộc bầu cử theo quận
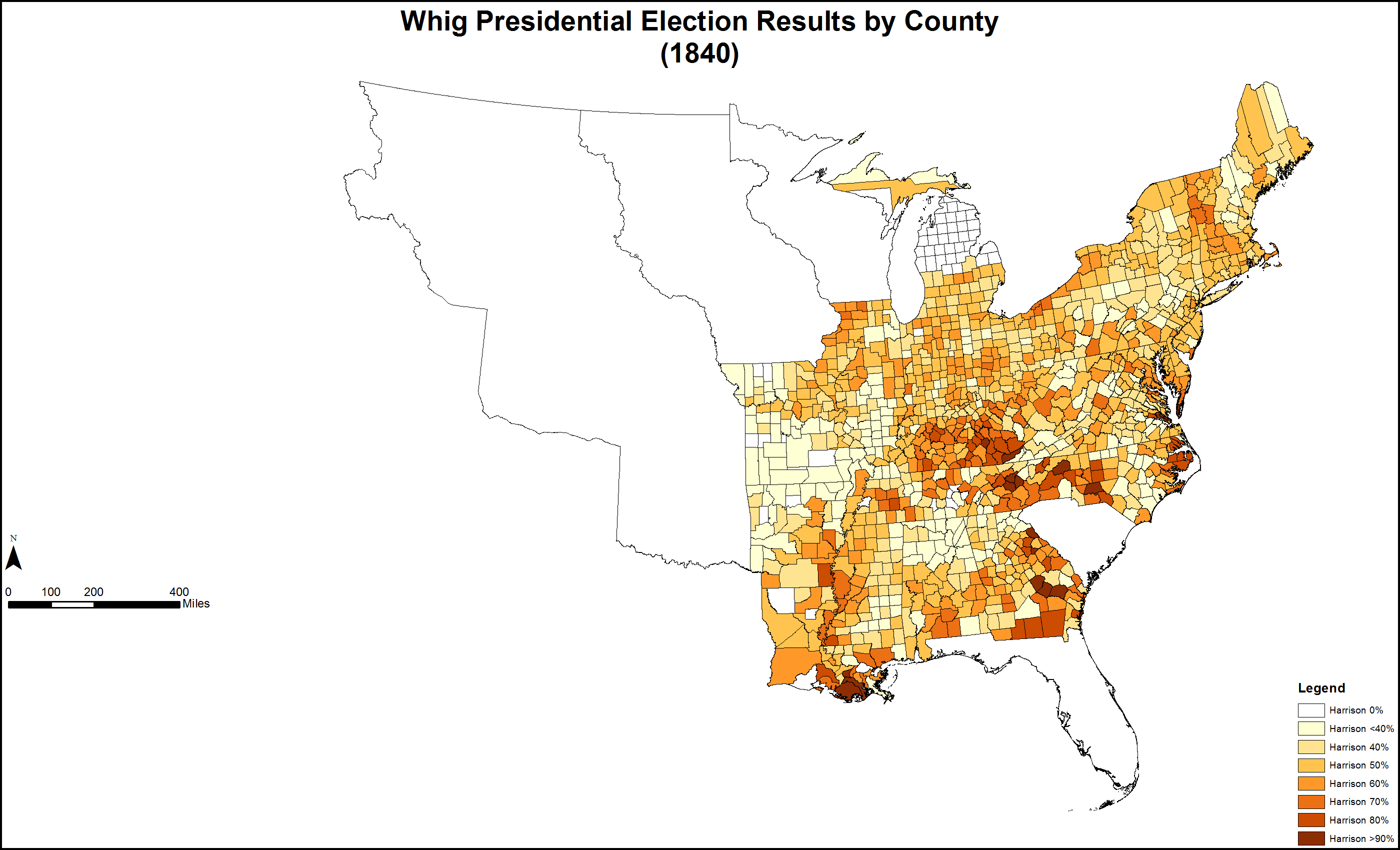
Bản đồ kết quả cuộc bầu cử theo quận của đảng Whig
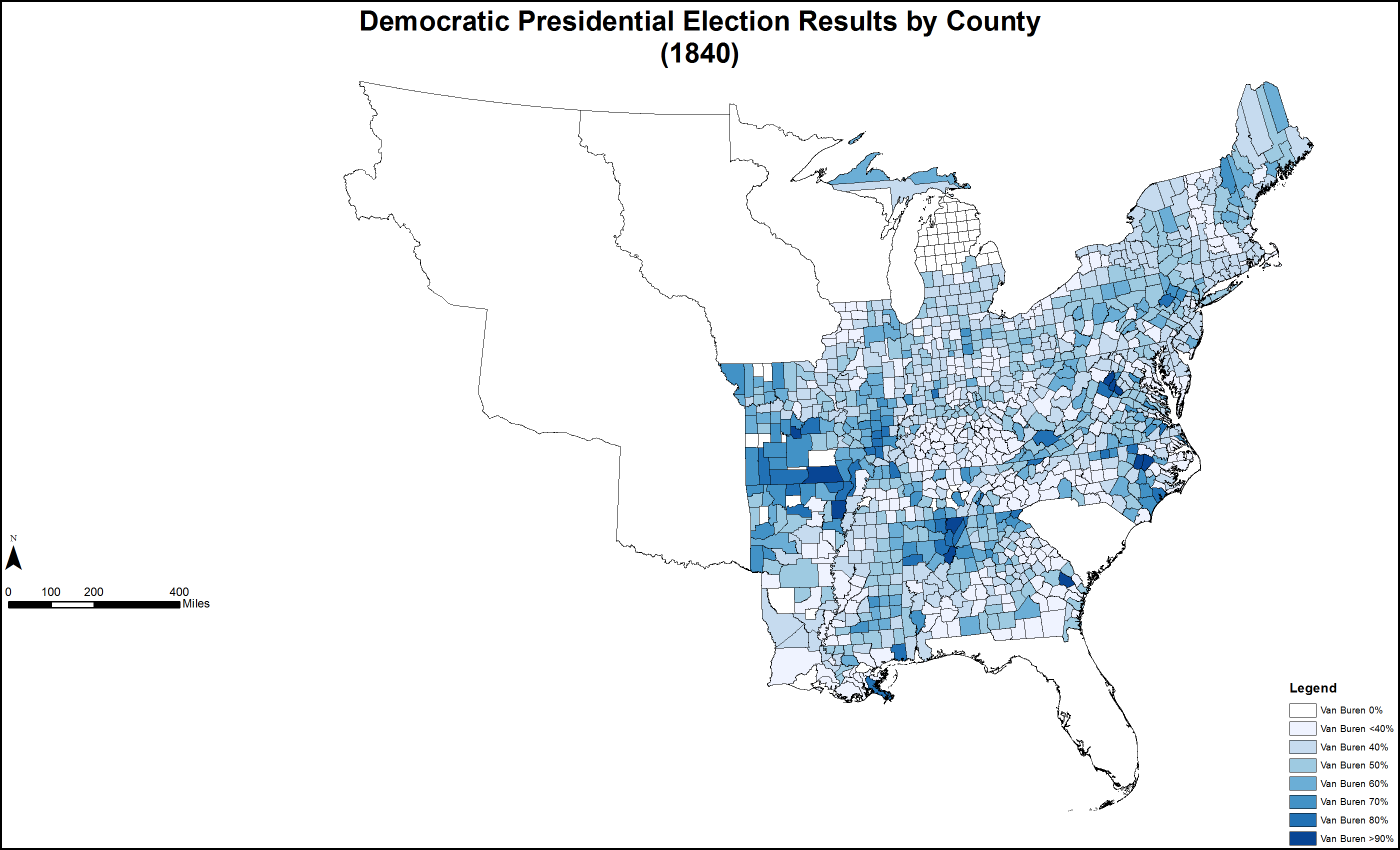
Bản đồ kết quả cuộc bầu cử theo quận của đảng Dân chủ
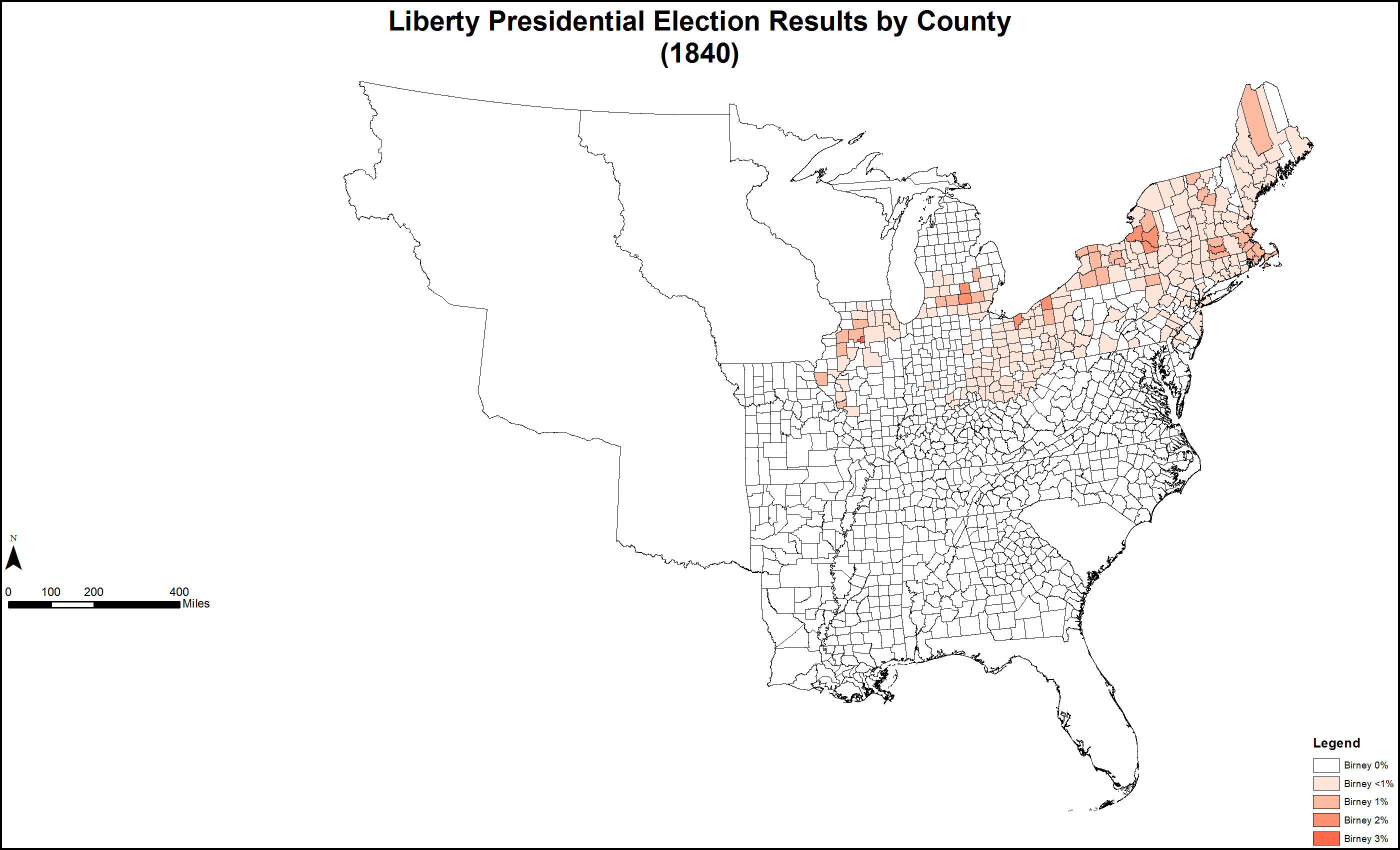
Bản đồ kết quả cuộc bầu cử theo quận của đảng Tự do
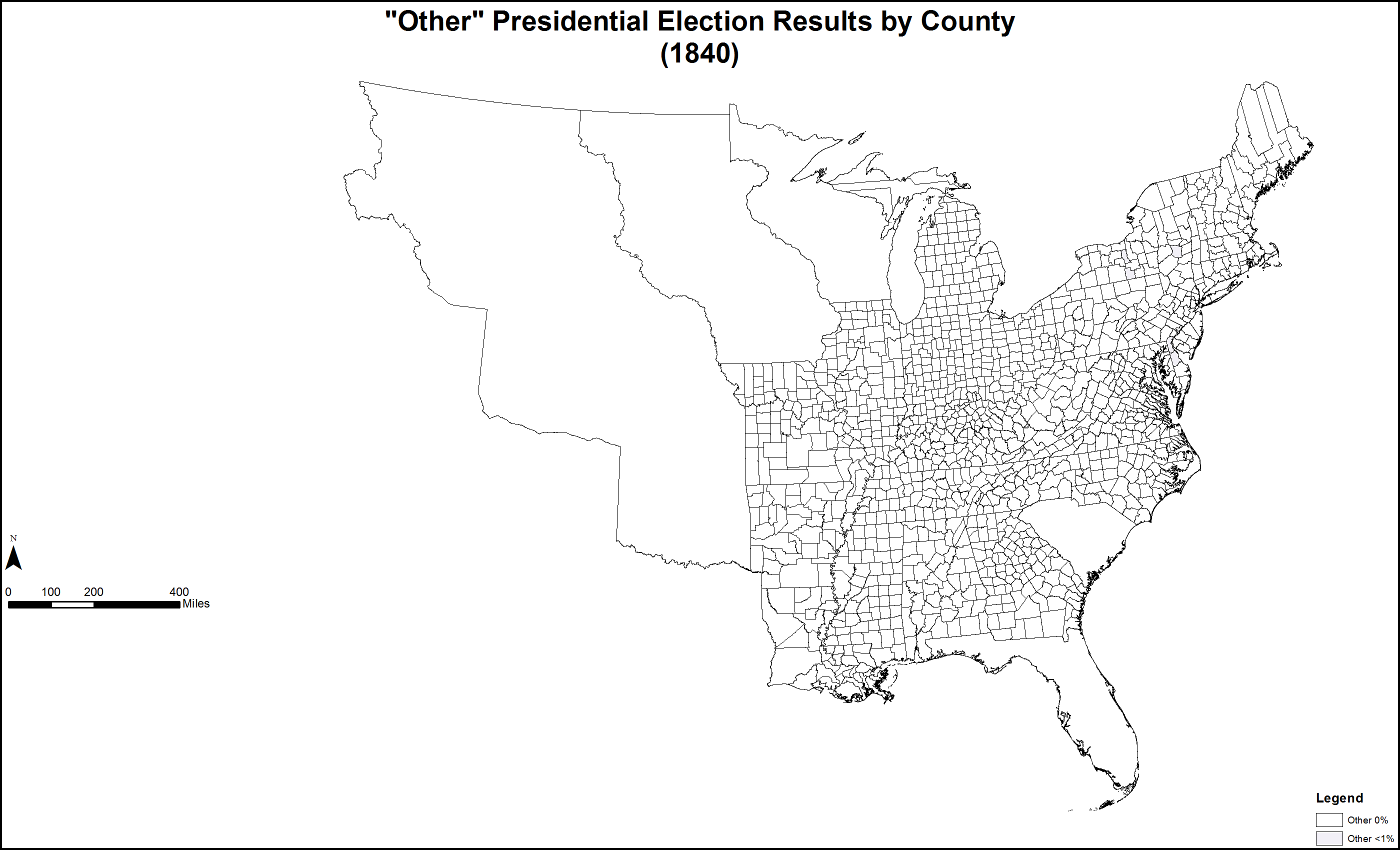
Bản đồ kết quả cuộc bầu cử theo quận của những ứng viên khác

## Harrison
"Cả Tippecanoe và Tyler"

### Van Buren
Rockabye, baby, Daddy's a Whig
When he comes home, hard cider he'll swig
When he has swug
He'll fall in a stu
And down will come Tyler and Tippecanoe.
Rockabye, baby, when you awake
You will discover Tip is a fake.
Far from the battle, war cry and drum
He sits in his cabin a'drinking bad rum.
Rockabye, baby, never you cry
You need not fear of Tip and his Ty.
What they would ruin, Van Buren will fix.
Van's a magician, they are but tricks.

## Lựa chọn đại cử tri
| Phương pháp lựa chọn đại cử tri                       | Bang sử dụng              |
| ----------------------------------------------------- | ------------------------- |
| Mỗi đại cử tri do cơ quan lập pháp tiểu bang bổ nhiệm | Nam Carolina              |
| Mỗi đại cử tri do cử tri trên toàn tiểu bang lựa chọn | (tất cả các Bang còn lại) |